# 格龙坝区
格龙坝区，是缅甸佤邦勐冒縣下辖的一个区。

## 地理
格龙坝区位于勐冒县西南部，北接曼东区，东接联合区，南接勐能县弄切区和曼相区。

## 行政区划
格龙坝区下辖6乡：
- 格龙坝乡
- 高龙乡[2]
- 邦都乡：永理村
- 嘎金乡[3]
- 梅布牢乡
- 纳卫乡（纳威乡）：七村[4]